# Тупољев АНТ-26
Тупољев АНТ-26/ТБ-6, (рус. Туполев АНТ-26/ТБ-6), је био пројект совјетског тешког дванаестомоторног бомбардера из периода раних 1930-их година. Пројектовао га је ОКБ 156 Тупољев (Опитни конструкциони биро - Тупољев) од 1932. до 1936. године када је концепција тешких и спорих а добро наоружаних бомбардера уступила место развоју мањих а брзих бомбардера.

## Пројектовање и развој
Развој великих совјетских бомбардера је почео још 1924. године када је дефинисан захтев и почело пројектовање авиона АНТ-4/ТБ-1. После његовог успеха 1929. године постављен је задатак за пројект авиона АНТ-6/ТБ-3 који је такође направио велики успех. Понесени овим успесима, Совјетско војно ваздухопловство је марта месеца 1930. године одобрила захтев за нови бомбардер који је требало да има максимално оптерећење од око 18 t од чега наоружања око 10 t. Тај пројект је остао на нивоу прототипа и није ушао у серијску производњу и наоружање. Но без обзира на то ВВ је и даље инсистирало на развоју великих авиона нарочито после изградње авиона АНТ-20 „Максим Горки“.
У склопу тих напора у ОКБ 156 Тупољев (Опитни Конструкциони Биро - Тупољев) је почео развој авиона чија је интерна ознака била Тупољев АНТ-26, а војна ознака ТБ-6, на челу конструкторског тима је био пројектант В. М. Петљаков. под руководством А. Н. Тупољева. Радови на пројекту су почели 1. фебруара 1932. а конструкција започета 1. октобра 1932. Изградња овако великог авиона у то време је захтевала многе предуслове од одговарајућег мотора па преко различитих материјала до полупроизвода од којих би се градио авион. Све ово је било предочено од стране стручњака ОКБ 156 Тупољев али руководство је сматрало да се ти проблеми морају и могу решити. Решавајући тако један по један проблем пројект овог авиона се отегао до 1936. године. Умеђувремену развој савременог ваздухопловства се кретао у смеру изградње мањих и бржих бомбардера и то не само у свету него и у Совјетском Савезу, (у то време је уведен у наоружање чувени АНТ-40). Због свега овога 1936. године се одустало од овог пројекта Након одустајања од војног пројекта авиона ТБ-6, направљен је пројект транспортне верзије овог авиона он је добио ознаку АНТ-28 али и тај пројект је остао само на папиру.

### Технички опис
Предвиђено је било да авион Тупољев АНТ-26/ТБ-6 буде средњокрилни једнокрилни дванаестомоторни авион потпуно металне конструкције (носећа структура од челичних профила и цеви а оплата од таласастог алуминијумског лима, оплата од таласастог лима даје додатну торзиону крутост авиону), конструкција крила и трупа је веома слична оној код авиона АНТ-16/ТБ-4са разликом у димензијама. Погонску снагу авиону је давало 12 мотора Микулин М-34ФРН (линијски мотори V распореда хлађени течношћу) снаге 900 KS што је чинили укупно 10.800 KS. Шест мотора се налазило на крилима а шест су у три тандем групе постављене испод крила авиона. Сваки мотор је имао двокраку дрвену елису. Авион је требало да има фиксни (неувлачећи) стајни трап система трицикл са по једним точком са сваке стране смештан испод крила авиона, трећа ослона тачка је точак који се налази на репу авиона (као и код његових претходника. Труп авиона је требало да буде правоугаоног попречног пресека.

## Наоружање
- Стрељачко: 3 топа 20 mm, 1 топ 37 mm, 4 митраљеза 7,62 mm, 3 митраљеза 12,7 ,
- Бомбе: 10.000 до 16.000 kg бомби.

## Оперативно коришћење
До оперативног коришћења овог авиона није дошло, пошто се од пројекта одустало 1936. године.

## Земље које су користиле овај авион
- СССР